# دانيك
دان رومرس (Dann Romers) و يعرف أكثر باسمه المستعار دانيك (Dannic) من مواليد 10 نوفمبر 1985 . هو دي جي و منتج أسطوانات هولندي صنفته مجلة دي جي في أخر تصنيف أطلقته سنة 2016 في المركز 71 عالميا .

## روابط خارجية
- دانيك على موقع ميوزك برينز (الإنجليزية)
- دانيك على موقع ديسكوغز (الإنجليزية)